# زندگی در یک روز
زندگی در یک روز فیلمی مستند محصول پایگاه اینترنتی یوتوب است که در ۲۸ ژانویه ۲۰۱۱ به نمایش در آمد. این فیلم مستند ۹۰ دقیقه‌ای نشان می‌دهد که در روز ۲۴ ژوئیه ۲۰۱۰ در گوشه و کنار جهان چه گذشته‌است. این فیلم برای بار نخست در «فستیوال سینمایی ساندنس» به نمایش در آمد، و سپس در «یوتیوب» به تماشای عموم گذاشته شد.

## تولید
در آغاز ژوئیه ۲۰۱۰ سایت ویدئویی یوتیوب از کاربران خود خواست که در روز ۲۴ ژوئیه ۲۰۱۰ از زندگی خود و پیرامون خود با دوربین دیجیتال فیلم بگیرند و برای این پایگاه اینترنتی بفرستند. بیش از ۸۰ هزار نفر از سراسر جهان برای یوتیوب کلیپ ویدئویی فرستادند، که شامل ۴۵۰۰ ساعت مواد تصویری بود. کارگردانی و تدوین فیلم را کوین مک‌دونالد، فیلمساز بریتانیایی به عهده گرفت. مک‌دونالد و دستیارانش از کل کلیپ‌های ارسالی کاربران یوتیوب ۲۵۰ دقیقه را به عنوان پایه فیلم قرار دادند و از ترکیب و پیوند آنها مجموعه‌ای هماهنگ و با مفهوم بیرون کشیدند. در نسخه نهایی تصاویری از ۴۰۰ فیلم ویدئویی گوناگون به کار رفته و درونمایه و کیفیت تصویری فیلم‌ها کاملاً متفاوت است.

## داستان
فیلم از داستان یا سناریوی خاصی پیروی نمی‌کند. تمام صحنه‌ها و کاراکترهای آن واقعی هستند.

## دانلود مستند
برای دانلود فایل تورنت به اینجا و زیرنویس فارسی به اینجا و اشنایی با تورنت به مقاله بیت‌تورنت مراجعه کنید.